# ASU-85
O ASU-85 (em russo:  Авиадесантная самоходная установка, АСУ-85, Aviadesantnaya Samokhodnaya Ustanovka, 'artilharia montada autopropulsada paraquedista') é um tanque de guerra de artilharia autopropulsada desenvolvido pela União Soviética durante a Guerra Fria. Ele entrou em serviço em 1959, substituindo o antigo ASU-57. Em 1969 começou a ser retirado de produção em favor do BMD-1.